# Gustav Schulze (Pilot)
Ernst August Gustav Schulze (* 17. Februar 1891 in Burg bei Magdeburg; † 20. Januar 1932 ebenda) war ein deutscher Flugpionier.

## Leben
Zusammen mit dem ebenfalls in Burg geborenen Walter Rieseler unternahm der siebzehnjährige Schulze Flugversuche mit motorlosen Gleitern auf den Gütterschen Bergen. Ein Jahr später ging Schulze nach Bork zur Flugzeugfabrik von Hans Grade. Schulze kehrte im Sommer 1910 nach Burg zurück und baute in einem Schuppen am Ihlekanal seinen ersten Eindecker. Diesen Typ I präsentierte „Flieger-Schulze“ am 12. September 1910 im Burger Konzerthaus. Auf dem „Krähenberge“, einem Exerzierplatz zwischen Burg und Madel fand am 16. Oktober 1910 der erste öffentliche Flug statt. Nach mehreren Verbesserungen des filigranen Aeroplans legte Schulze auf seinem Typ II am 27. Mai 1911 die Fliegerprüfung ab. Zwei Tage später wurde ihm das deutsche FAI-Patent Nummer 87 ausgestellt. Neben dem Flugzeugbau betrieb Schulze ab September 1911 auch eine Flugschule. Mit bescheidenen Erfolgen nahm Schulzes „Grashüpfer“ an verschiedenen Schauflügen und Flugmeetings in Köln, Dortmund und Halberstadt teil. Bei der Herbstflugwoche in Johannisthal zerstörte er sein Flugzeug noch vor dem Start. Seinen neuen Aeroplan Typ III präsentierte Gustav Schulze im April 1912 einer größeren Öffentlichkeit auf der Allgemeinen Luftfahrzeug Ausstellung in Berlin.
Im Frühjahr 1912 gründete Schulze die Flugzeugwerke Gustav Schulze in Burg. Dort bildete Schulze Flieger aus, baute bis Ende des Jahres weitere Eindecker mit eigens patentierten Hebelsteuerungen und nahm an weiteren Flugveranstaltungen in Deutschland teil.
Während des Ersten Weltkrieges musste er sein Flugzeugwerk schließen und war beim Militär als Fluglehrer und Einflieger tätig. 1920 verkaufte Schulze das stillgelegte Flugzeugwerk an Georg und Julius Hüffer. In einer Burger Werkstatt konstruierte Schulze ab 1921 Motoren, meldete Patente an und montierte und verkaufte Leichtkrafträder.